# Dradra
Dradra ou Derdouria ou Derdouriyya est une zaouïa fondée dans les Aurès  en 1800, au village Hidous, en Algérie. Omar Derdour apprendra le Coran à cette zaouïa.

## Histoire
La zaouïa  Derdouria suit la tradition religieuse de la confrérie Rahmaniya, elle a été fondée en 1800 par Derdour ben Omar. El Hachemi Ben Derdour dirige la Zaouïa  à partir de 1875.
En 1879, El Hachemi Ben Derdour , chef spirituel de la  zaouïa,  est arrêté lors de la révolte dans les Aurès. Il est exilé en Corse et il revient aux Aurès et décède en 1899.
La derdouria comprend des annexes à Medrouna, Nara et Thelath près d’Arris. Son activité était dans plusieurs domaines : enseignement religieux, économie, société. En 1879, la derdouria interdit à la population locale de payer les impôts et impose de ne plus faire affaire avec la justice française. Plusieurs Chiekh se succèdent jusqu'à  l'arrivée du Chiekh Mohamed Hachemi ben Abdallah. Ce dernier participe à la guerre de libération et d’indépendance de l’Algérie et est emprisonné à la fin.